# Мухамед Казаз
Мухамед Казаз (Караула, Травник, 16. новембар 1904 – Кмећани, Бања Лука, 22. април 1942) био је југословенски револуционар и синдикални активиста.

## Биографија
Одрастао је у Бањој Луци, гдје је био обућарски радник. Примљен је 1926. у КПЈ. За члана Мјесног комитета биран је први пут 1929, а члан Обласног комитета постао је 1940. године. Као синдикални активиста, биран је 1933. за предсједника бањалучке подружнице Савеза кожарско-прерађивачких радника. Био је први предсједник Прве обућарске продуктивне задруге, основане 1932. у Бањој Луци. Током 1936. биран је за предсједника Мјесног међуструковног одбора Уједињеног радничког синдикалног савеза Југославије у Бањој Луци, за секретара и члана управног одбора Радничког КУД „Пелагић“, за замјеника предсједника Радничког спортског клуба „Борац“ итд. Био је члан мјесног Иницијативног одбора Странке радног народа у Бањој Луци, која га је кандидовала на општим изборима у децембру 1938, те члан локалне управе муслиманског друштва „Гајрет“. Од краја августа 1941. учествовао је у организацији устанка на подручју Змијања и Мањаче. Био је политички комесар Мањачког батаљона 3. односно 4. крајишког партизанског одреда. Убили су га четници. Сахрањен је на Партизанском спомен-гробљу у Бањој Луци.